# Manoir du Hoariva
Le manoir du Hoariva est situé à Persquen en France.

## Localisation
Le manoir est situé sur le territoire de la commune de Persquen, au lieu-dit Le Houariva, dans le département du Morbihan en région Bretagne.

## Description
Le manoir est construit au XVIIe siècle. Édifice à un étage carré en granite,  toiture à longs pans couverte d'ardoises; un pignon couvert.

## Historique
Le manoir est inscrit à l'inventaire général du patrimoine culturel en 1967.